# Economie conceptuală

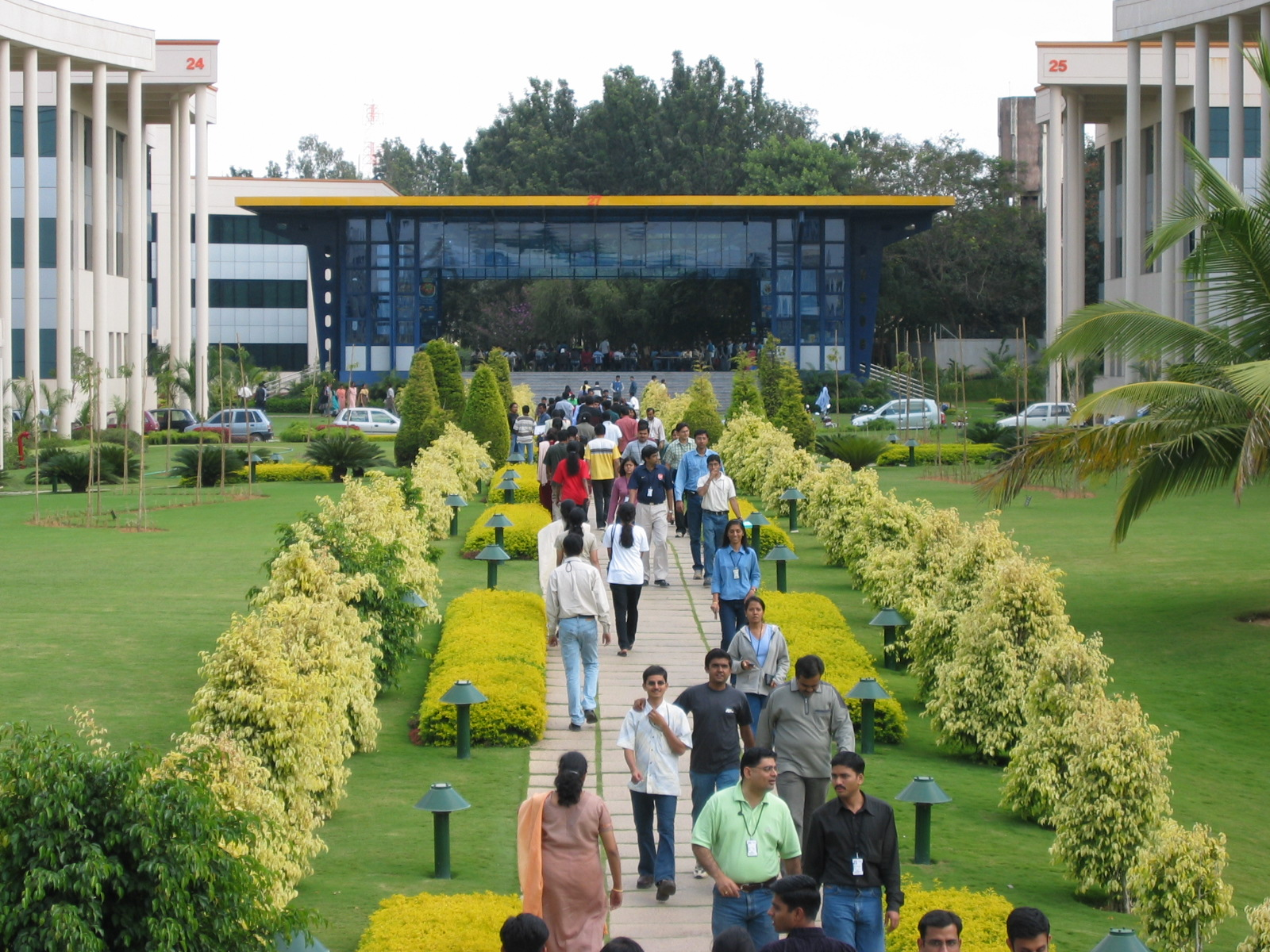
Infosys Bangalore, un mare serviciu externalizat din India

Economia conceptuală este un termen care desemnează rolul însemnat pe care creativitatea, inovarea si abilitățile de design îl joacă în sporirea competitivității economice, în special în contextul global.

## Context istoric
Fostul președinte al Consiliului Rezervei Federale, Alan Greenspan, a recunoscut meritele și importanța abordării conceptuale încă din 1997, într-un discurs pe care l-a ținut la Universitatea din Connecticut, în care a declarat: „Creșterea componentei conceptuale în economie a declanșat accelerarea cererii pentru muncitori echipați nu doar cu un cumul de cunoștințe tehnice, ci și cu abilitatea de a crea, de a analiza și de a manipula informația și de a interacționa eficient cu ceilalți.” De atunci și până in anul 2004, acesta și-a dezvoltat o perspectiva mai amplă asupra subiectului, făcând referire la scăderea înregistrată de industriile producătoare de bunuri din Statele Unite, externalizarea către India si China, dezechilibrul dintre cerere și ofertă și piața globală - oferta fiind în exces -  conducând la o conceptualizare a producției economice.
Printre cei ce au contribuit la înțelegerea economiei conceptuale se numără și Tom Friedman, care descrie oportunitățile aduse de globalizare în cartea sa, Lumea este plată. Acesta subliniază importanța Internetului si a calculatoarelor personale în folosul comunicării și partajarea de software (programe informatice) pe plan global. Așa se explică cum companiile americane pot externaliza o parte însemnată a afacerii lor in India sau China fără a crea inconveniențe clienților.
Tom Kelley este de asemenea un gânditor cheie în domeniu, atât în calitate de Director General al IDEO, o companie de design și inovare care se bucură de mult succes, cât și ca autor a două cărți apreciate la scară largă: Arta inovării, în care se pune în evidență importanța brainstormingului (reflecție în grup) și a muncii în echipă atunci când vine vorba de crearea de produse, și Cele zece fețe ale inovării, în care este explicat rolul unor elemente precum empatia, oratoria, experiențele individuale și mediile de lucru în promovarea ideilor creative.
Pașii cheie ce stau la baza economiei conceptuale se înscriu în următoarele categorii:

## Evoluția economiei
Până de curând, concepția noastră asupra economiei s-a bazat pe premiza conform căreia calea spre progres depinde de valori tradiționale și calificări cum ar fi cele specifice meseriilor de contabil, avocat, inginer, matematician sau dezvoltator de software. Odată cu apariția de noi oportunități rezultate din procesul de globalizare și datorită internetului, formele convenționale pe care le-a luat până acum succesul își pierd reputația în favoarea unor perspective noi, bazate pe idei inovatoare. Astfel, se observă o nevoie mai mare de artiști, designeri și autori creativi care să contribuie nu numai la designul unui produs, ci și la administrarea afacerilor și planificarea strategică.
Ariile importante sunt legate de evoluția următoarelor trei fenomene:

### Excesul "ofertei"
Pe parcursul ultimilor 15 sau 20 de ani, economiile vestice (Europa, America de Nord) au trecut printr-o perioadă în care se puteau baza cu încredere pe furnizarea consecventă de bunuri si servicii de care aveau parte, inclusiv pe o abundență de produse agricole. Prin urmare, populația a început să caute mai mult decât să-și îndeplinească nevoile de bază. Familiile sunt acum interesate de bunuri ce ies din sfera bunurilor de bază, cum ar fi mâncarea organică sau televizoare digitale sofisticate, telefoane mobile și mașini cu tracțiune pe patru roți, cu control automat al vitezei de croazieră sau cu sisteme de navigare încorporate.

### Externalizarea
Având în vedere costurile scăzute ale forței de muncă în țările în curs de dezvoltare, cum ar fi China, India și Filipine, companiile americane și europene externalizează sau delocalizează către țări străine o parte tot mai mare din sarcinile lor de producție, fabricare sau servicii. Ca urmare, oportunitățile de angajare în Occident se îndepărtează pas-cu-pas de sarcinile obișnuite, cum ar fi contabilitatea, serviciile de asistență telefonică, programarea IT și fabricarea componentelor electronice. Eficiența externalizării s-a îmbunătățit datorită faptului că internetul continuă să furnizeze un mediu de comunicare global tot mai fiabil și din ce în ce mai rapid.

### Automatizarea
Și în industrie, dezvoltarea roboticii și a facilităților de producție automatizate duce la o scădere a oportunităților de angajare pentru locurile de muncă tradiționale, în sectoare precum industria de automobile și prelucrarea produselor alimentare. Nivele de calificare tot mai înalte sunt necesare acum pentru a contribui la operații care sunt în mare măsură computerizate.

## Noi arii de oportunitate
Fiind in parte rezultatul factorilor enumerați mai sus, au început să apară o gamă largă de noi facilități și oportunități. Printre acestea se numără: 
- evoluția unor noi facilități web atractive pentru vânzări și servicii,
- logistica de transport pentru o mai bună coordonare a distribuției de componente și de produse,
- ghiduri interactive de călătorie orientate spre client pentru călătorii mai eficiente și adesea mai ieftine, în străinătate
- produse cu valoare adăugată, care combină un număr de servicii, adesea într-un pachet mic,
- cursuri computerizate pentru îmbunătățirea instruirii la locul de muncă;
- instrumente sofisticate de design pentru o eficiență mai mare a producției.

Practic, fiecare domeniu al industriei poate beneficia de astfel de inovații, atât pentru a îmbunătăți produsele în sine, cât și pentru a oferi oportunități de marketing mai bune și servicii post-vânzare. Ca urmare, acești factori sunt considerați ca fiind majori in ceea ce privește contribuția la creșterea economiei si a productivității.

## Criterii pentru atingerea succesului economic
Factorii principali ce conduc economia conceptuale pot fi clasificați în următoarele categorii:

### Școlarizarea
Instituțiile de învățământ trebuie să pună mai mult accent pe creativitate și pe artă în diferitele ei forme, decât pe calificările tradiționale necesare în domeniul ingineriei și cel al managementului. Mai precis, trebuie acordată mai multă atenție alfabetizării de bază, gândirii analitice și critice, sintezei și aptitudinilor matematice.

### Creativitate și artă
Până în prezent, tehnologia informației a avut un impact considerabil asupra economiei. Succesul va depinde din ce în ce mai mult de modul de utilizare a cunoștințelor și a informațiilor care apar. Calități precum intuiție, creativitate și abordarea sub formă de joc vor deveni din ce în ce mai importante. 

### Diversitatea culturală și tehnică
Prosperitatea și competitivitatea în secolul 21 vor depinde de înțelegerea diferitelor culturi naționale și de modul în care se pot valorifica ideile lor pentru a îainta procesul de inovare. Și aici va fi nevoie de mai multă muncă în echipă, creativitate și strategii de ultima oră, toate în cadrul economiei globale.